# 伸卡球
伸卡球（英語：sinker，又稱沉球），是棒球比賽中投手的球路之一，大多是「四分之三投法」、「側肩投法」、「低肩投法」等投手所使用的球路；偶爾也有上肩投法的投手使用，但是少見。因為它的握球法，有人稱其為二縫線快速球（英語：2 seam fastball）。特色是容易使打擊者擊出滾地球。

## 握法與要訣
它的握法有很多種，主要是食指靠球的縫線，中指的指尖放在縫線上與無名指叉開，大拇指則放在球中心偏左的位置上，同時手掌不要碰到球，而是以類似直球的方式投出。投球要訣是揮出去的手臂在放球的瞬間，中指及食指要放在球的上側，放球的時候，就以中指及食指在上側的姿態向下壓，讓球從中指和食指之間飛出，而食指對球施與的力量稍大於中指，並且手臂與手掌帶有一點點的由胸部前方往外旋(輕微的逆轉手腕)。但也有轉腕投法，差別在於轉腕投法變化幅度會較大，但得犧牲球速。

## 球路解釋
在美國，只要是縱向變化幅度大於橫向變化的球路都可被稱為沉球。而在日本，速度較慢、往右打者內角、左打者外角下沈的球路稱為伸卡球（日語：シンカー）。

## 代表投手
- 台灣：王建民、陽建福、廖于誠、曾翊誠、潘威倫
- 美國：Derek Lowe、Brandon Webb、Greg Maddux、Roy Halladay
- 日本：高津臣吾、渡邊俊介、長谷川滋利